# Stratosonic Nuances
Stratosonic Nuances è un album di Blue Mitchell, pubblicato dalla RCA Records nel 1975. Il disco fu registrato nello stesso anno al RCA Studio A di Hollywood, California (Stati Uniti).

## Tracce
Lato A
1. Satin Soul – 7:20 (Barry White)
2. Creepin' – 12:01 (Stevie Wonder)

Lato B
1. Bump It – 4:53 (Blue Mitchell)
2. Nutty – 8:56 (Thelonious Monk)
3. Melody for Thelma – 6:55 (Blue Mitchell)

## Musicisti
- Blue Mitchell - tromba, flicorno
- Oscar Brashear - tromba
- George Bohanon - trombone
- Gale Robinson - corno francese
- Harold Land - sassofono tenore
- Ralph Jones - sassofono tenore, flauto
- Terry Harrington - sassofono baritono
- Hampton Hawes - pianoforte (brani: Nutty e Melody for Thelma)
- Cedar Walton - pianoforte (brano: Satin Soul)
- Cedar Walton - sintetizzatore, pianoforte (brano: Bump It)
- Clarence McDonald - clavinet, arrangiamenti (brani: Satin Soul e Nutty)
- Clarence McDonald - sintetizzatore, arrangiamenti, pianoforte (brano: Creepin')
- Michael Anthony - chitarra
- David T. Walker - chitarra
- Tony Newton - basso elettrico
- James Gadson - batteria
- Gary Coleman - percussioni
- Wade Marcus - conduttore musicale, arrangiamenti (strumenti a fiato)
- Mike Lipskin - arrangiamenti (brani: Satin Soul, Creepin' e Melody for Thelma), produttore[1]